# Puccinia phlomidis
Puccinia phlomidis är en svampart som beskrevs av Thüm. 1878. Puccinia phlomidis ingår i släktet Puccinia och familjen Pucciniaceae.   Inga underarter finns listade i Catalogue of Life.